# IC 5154
IC 5154 је галаксија у сазвјежђу Индијанац која се налази на листи објеката дубоког неба у Индекс каталогу.
Деклинација објекта је - 66° 6' 51" а ректасцензија 22h 4m 29,6s. Привидна величина (магнитуда) објекта IC 5154 износи 14,4 а фотографска магнитуда 15,0. IC 5154 је још познат и под ознакама ESO 108-10, AM 2200-662, IRAS 22006-6621, PGC 67984.